# Баб'як Петро Григорович
Петро Григорович Баб'як (11 серпня 1926, с. Велика Плавуча, нині Тернопільського району Тернопільської області — 16 червня 2011, Львів) — український літературознавець, бібліограф, архівіст, журналіст. Дійсний член Наукового товариства імені Шевченка.

## Життєпис
1952 року закінчив середню школу у м. Львові, а 1960 року — філологічний факультет Львівського державного університету імені Івана Франка.
Трудову діяльність розпочав 1952 року у львівській друкарні «Атлас». Упродовж 1953—1956 років працював у видавництві Львівського державного університету імені Івана Франка. З 1956 року — у Львівській науковій бібліотеці імені Василя Стефаника АН УРСР на різних посадах.

## Літературна діяльність
Дослідник життя і творчості І.  Франка, Ю. Федьковича, Марка Вовчка, Є. Ярошинської, Уляни Кравченко, Марка Черемшини, Б. -І. Антонича та ін.
Автор більш як 300 публікацій у наукових збірниках, енциклопедичних і періодичних виданнях про українських письменників, композиторів, художників, вчених, у тому числі про О. Барвінського, І. Блажкевич, М. Гайворонського, В. Гнатюка, Б. Лепкого, Д. Січинського.
Підготував до друку епістолярну спадщину низки діячів української культури. Упорядник збірки «Твори» К. Попович (Л., 1990).

### Твори
- бібліографічні покажчики
  - «Петро Козланюк» (1964),
  - «Наталія Кобринська» (1967),
  - «Марко Вовчок» (1969),
  - «Особисті архівні фонди відділу рукописів Львівської наукової бібліотеки ім. В. Стефаника» (1977, 1995),
  - «Іванна Блажкевич» (1980),
  - «Марійка Підгірянка» (1981),
  - «Михайло Павлик» (1986; усі — Л.),
  - «Яків Струхманчук» (К., 1993).